# Хаджи Иваз Мехмед-паша
Иваз Мехмед-паша, также известен как Хаджи Иваз Мехмед-паша или Хаджи Иваззаде Мехмед-паша (? — 1743) — османский государственный и военный деятель, великий визирь Османской империи (22 марта 1739 — 23 июня 1740).

## Ранняя жизнь
Его отец Насрулла был албанцем из Ягодины (Османская Сербия). Его семья была среди группы семей, известных как evlad-I fatihan, то есть потомков ранних османских воинов в Румелии (Юго-Восточная Европа). По рекомендации своего отца он работал в аппарате нескольких государственных деятелей. Во время Великой турецкой войны (также известной как война Священной лиги), он в 1690 году участвовал в битве под Белградом. Прежде чем война закончилась, он отправился в Джидду (в современной Саудовской Аравии) в качестве камергера (kethüda). С 1731 года он служил чиновником в Стамбул. В 1735 году он был повышен до должности визиря и назначен губернатором Видина (Болгария). В начале австро-русско-турецкой войны (1735—1739) он успешно сражался против австрийских войск. После того, как главные силы османской армии прибыли на фронт, он был одним из командиров армии.

## В качестве великого визиря
22 марта 1739 года Хаджи Иваз Мехмед-паша был назначен великим визирем Османской империи. 21 июля 1739 года он командовал османской армией в битве при Гроцке, где он победил австрийцев под командованием Георга Оливье графа Уоллиса. После битвы он осадил и захватил Белград. Хотя он вернулся в Стамбул победоносным военачальником, он не был столь успешным в гражданской администрации. Он был неэффективен во время великого пожара в Стамбуле и восстания, которое пришлось подавлять другим государственным деятелям империи. В результате султан уволил его с занимаемой должности 23 июня 1740 года.

## Поздние годы
В свои последние годы Иваз Мехмед-паша служил губернатором провинций. Всего за три года он был последовательно назначен в такое большое число округов, что в большинстве случаев ему приходилось выезжать на новое место службы еще до того, как его назначали на прежнюю должность. Он был губернатором эялета Хабеш (Северно-Восточная Африка), санджака Ханьи (на острове Крит), санджака Салоники (современная Греция), эялета Босния (современная Босния и Герцеговина), санджака Эгрибоза (остров Эвбея, современная Греция) и санджак Инебахти (базирующийся в Лепанто, современная Греция). В 1743 году он умер в Лепанто в возрасте 60 лет.